# صدرالممالک اردبیلی

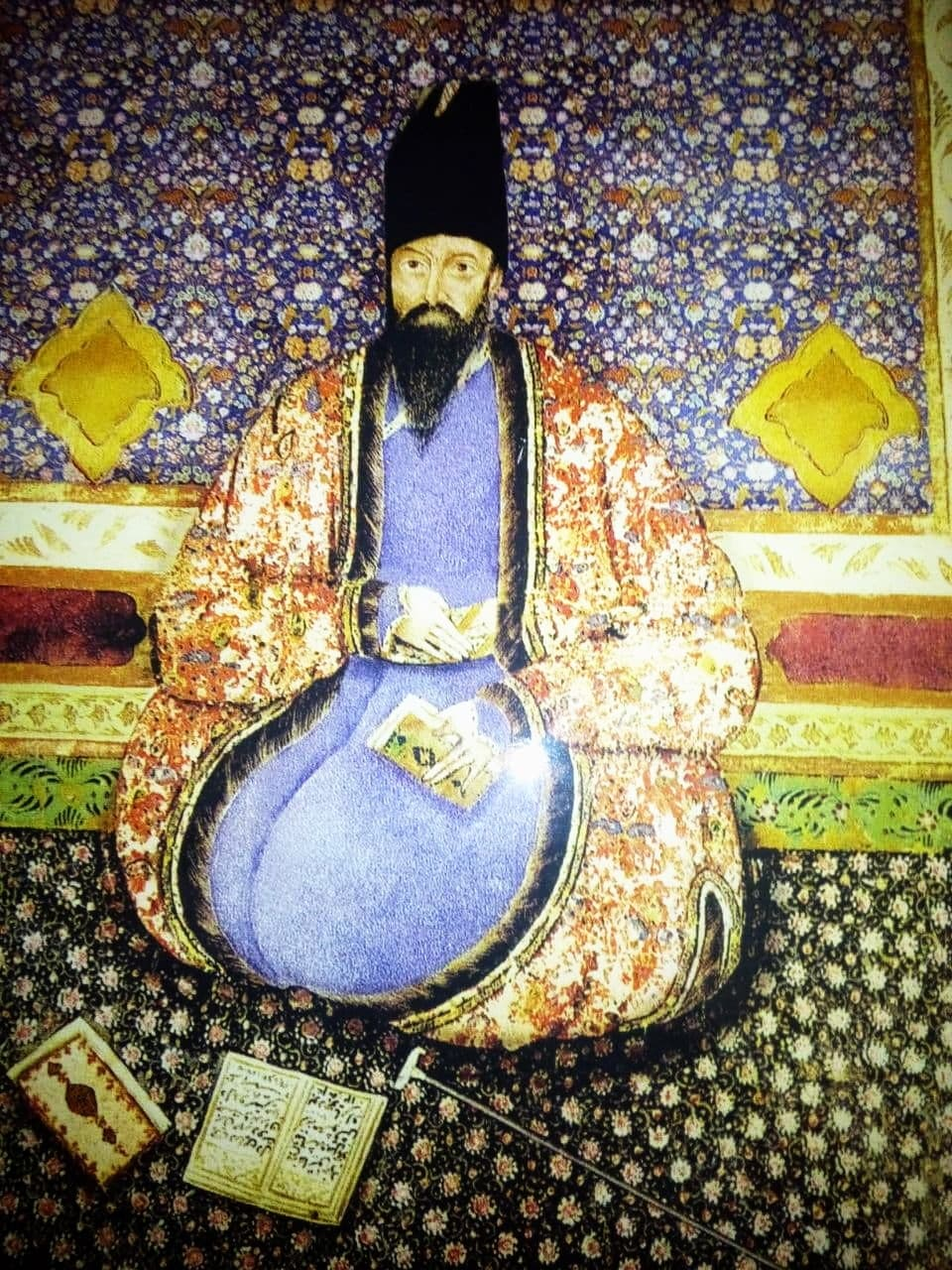
صدرالممالک اردبیلی

نصرالله صدرالممالک اردبیلی در عرفان ملقب به نصرتعلی یکی از عارفان و شاعران پارسی سرای اردبیلی و همچنین ترکی‌سرای ایران در سدهٔ سیزدهم هجری قمری و متولد اردبیل بوده‌است
ایشان در زمان حسینعلیشاه  زندگانی کرد و دست ارادت به وی داده و در طریقت ملقب به نصرتعلی گردید. موقع برگشت از کربلا به ایران در کرمانشاه رحلت کرد. جسمش را به کربلا منتقل کرده و در جوار حسینعلیشاه، در مسجد صدرالممالک به خاک سپردند.

## تحصیلات
صدرالممالک تحصیلات ابتدایی خود را از کلخوران شروع و سپس برای ادامه درس هر روز بین کلخوران و اردبیل را پیاده می‌پیمود. می‌گویند وی آرزو می‌کرد روزی بتواند از کلخوران تا اردبیل دیواری بکشد تا از شر سوز سرمای بادهای مه و گرمیج در امان باد.
او برای تحصیلات به اصفهان مهاجرت نموده و به عنوان شاگرد قطب الموحدین علوم عقلی و نقلی را فراگرفت. سپس به عراق و فارس و کرمان و آذربایجان و خراسان مسافرت نمود. در اصفهان نایب‌السلطنه عباس میرزا او را برای تربیت فرزندش محمد میرزا به تبریز فرستاد. پس از به قدرت رسیدن عباس میرزا، صدرالممالک را به وزارت و صدرات برگزید.
معروف است میرزا قبل از آن که از جانب محمدشاه به صدارت انتخاب شود توسط برخی در اردبیل تهمت بددینی خورد. بعد از انتخاب به صدرالممالکی کشور از تبریز به اردبیل آمد. مردم به پیشواز او رفته به عنوان تبرک دستش را می‌بوسیدند. در میدان شهر مردم را جمع کرده سخنرانی کرد و در ضمن آن از مردم پرسید مطهرات را بشمارند. مردم اطاعت کردند. میرزا گفت «یکی را کم گفتید.» سؤال کردند کدام را؟ میرزا گفت «یکی هم منصب صدارت است به گمان شما من همان بی‌دین دیروزی هستم که امروز صدارت کشور را پذیرفته پاک گشته‌ام که شما بر دستان او بوسه می‌زنید.» بعد از اینکه شاه قاجار وی را برای امیرکبیری یا صدرالممالکی انتخاب نمود نپذیرفت و مقام صدارت به حاج میرزا آقاسی محول گردید.

## مقام معنوی
زین‌العابدین شیروانی در بستان‌السیاحه می‌نویسد:
آن بزرگوار از اکابر علمای روزگار و افاضل علمای عالی مقدار٬ جامع علوم ظاهری و باطنی٬ حاوی فضایل صوری و معنوی٬ عارفی است که در قمارخانهٔ پاکبازی در داو  اول خود را باخته و سالکی است که در مصطبهٔ دهر پادزهر و تریاق و با اهل آفاق جون شیر و شکردر ساخته٬ هم زمرهٔ ملوک را وزیر و هم اهل سلوک را دستگیر٬ دیدارش نوربخشای دیدهٔ امرا و فروغ‌فزای بصیرت فقرا٬ با همه یار و از همه کنار٬ با همه پیوسته و از همه گسسته٬ محفلش دلگشا و مجلسش روح‌افزاست.

## تبعید
پس از درگذشت محمد شاه و به قدرت رسیدن میرزا تقی خان فراهانی، صدرالممالک را به علل سیاسی به عراق عرب (۱۲۶۴) و به قولی از قم به کرمانشاه تبعید کرد.

## وفات
صدرالممالک در اواخر عمر مورد توجه ناصرالدین شاه قرار گرفت و از تبعید آزاد گشت. او به قولی در راه بازگشت از کرمانشاه، به دستور اتابک مسموم و در سال ۱۲۷۱ قمری وفات یافت. جنازه او به کربلا برده شد و در یکی از حجره‌های مسجدی که خود ساخته بود مدفون گردید. مزار قطب العارفین حسینعلی شاه نیز در آنجاست.

## آثار
- دیوان اشعار صدرالممالک اردبیلی با اشعاری از میرزا هادی (قدرت‌علی) و میززا عبدالوهاب (مصطفی‌خان) در دو نوبت به چاپ رسیده است.[۵] دیوان وی شامل ۴۶ غزل٬ یک ترجیع‌بند در ۱۶ بند٬‌ مثنوی٬ یک قطعه و ۲۶ رباعی می باشد.
- رساله اعتقادیه که در دیوان وی به چاپ رسیده است.

## نمونه‌ای از اشعار
نمونه غزلی به زبان آذری:
| شکر لله کی کونول اولدی تجلادلی سی       |  | گئنه ئوز قویدی بیابانه بو لیلادلی سی      |
| غل وغلاده وزنجیر مگر بنداولور           |  | بیر گونول کیم اولا بیرزلف چلیپا دلی سی    |
| یا مگر نرگس بستانه سالیرطرف نظر         |  | بیر گونول کیم اولا بیر گوزلری شهلا دلی سی |
| عشقین آدابینی فرهاد ایله مجنون نه بیلیر |  | بیریسی داغ آیی سی دیربیری صحرادلی سی      |

نمونه غزلی به زبان فارسی:
| مردانه شو مردانه شو شایستهٔ جانانه شو     |  | شایستهٔ جانانه شو مردانه شو مردانه شو     |
| بر درگه میخانه شو شایستگی خواهی اگر      |  | شایستگی خواهی اگر بر درگه میخانه شو      |
| جانانه شو جانانه شو این پردهٔ جان پاره کن |  | این پردهٔ جان پاره کن جانانه شو جانانه شو |
| ...                                      |  | ...                                      |
| مستانه شو مستانه شو چشم خمار یار بین     |  | چشم خمار یار بین مستانه شو مستانه شو     |
| حنّانه شو حنّانه شو در فرقت شه ناله کن     |  | در فرقت شه ناکه کن حنّانه شو حنّانه شو     |
| بیگانه شو بیگانه شو چون نصرت از هر بی‌وفا |  | چون نصرت از هر بی‌وفا بیگانه شو بیگانه شو |